# Perseguit per la mort
Perseguit per la mort (títol original en anglès North By Northwest) és una pel·lícula estatunidenca dirigida per Alfred Hitchcock i estrenada el 1959. Està doblada al català.

## Argument
A Nova York, el publicitari Roger Thornhill, confós per casualitat per un cert George Kaplan, és detingut. S'escapa després d'intentar provar la seva innocència. Cada temptativa l'identifica una mica més amb el denominat George Kaplan fins al punt d'estar acusat d'un homicidi perpetrat a les Nacions Unides.

## Repartiment
- Cary Grant: Roger O. Thornhill/George Kaplan
- Eva Marie Saint: Eve Kendall
- James Mason: Phillip Vandamm
- Jessie Royce Landis: Clara Thornhill
- Leo G. Carroll: el professor
- Martin Landau: Leonard
- Josephine Hutchinson: Mrs Townsend
- Philip Ober: Lester Townsend

## Al voltant de la pel·lícula

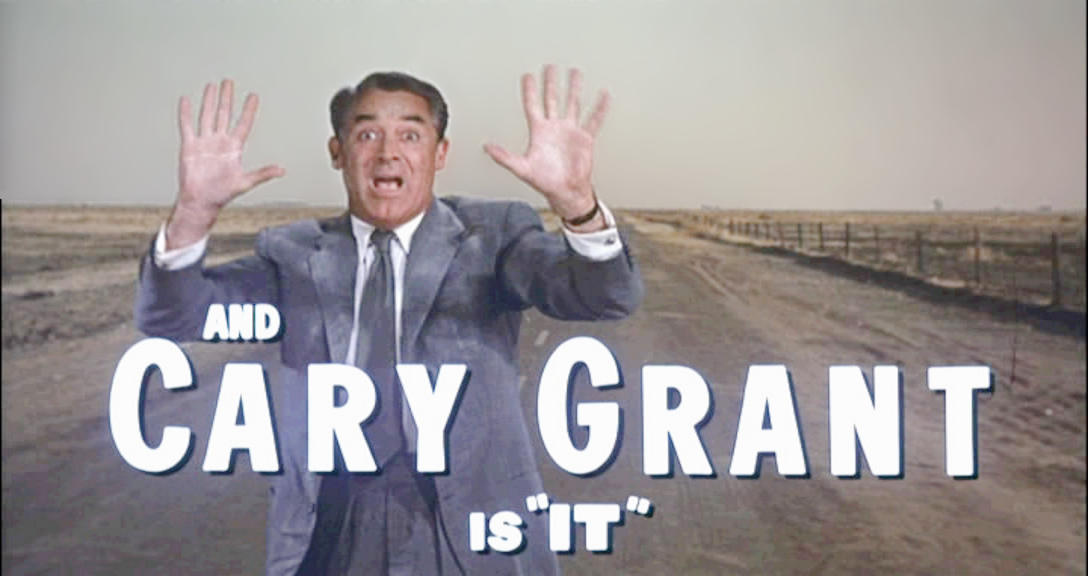
Cary Grant

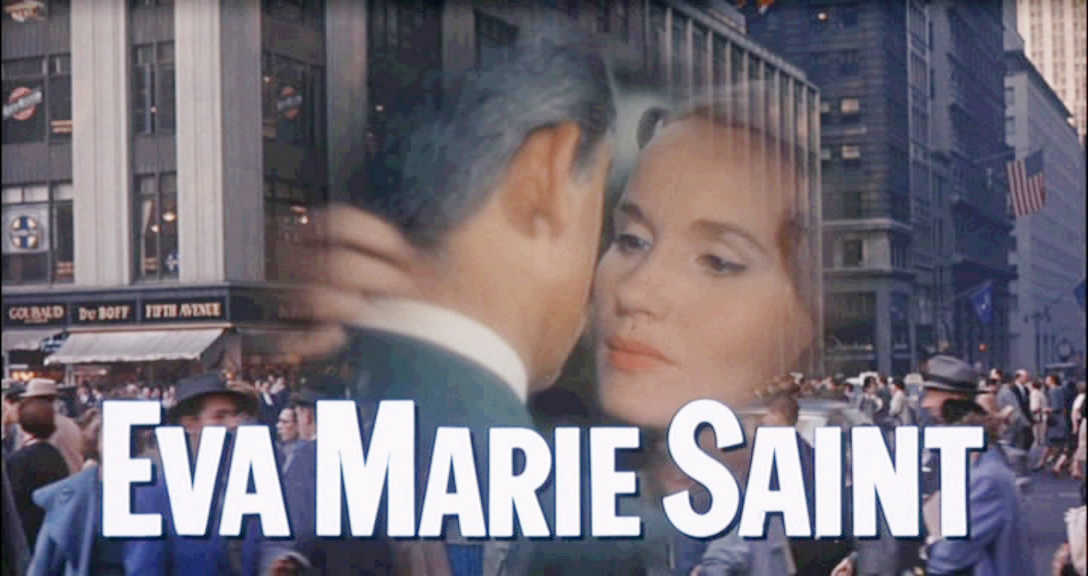
Eva Marie Saint

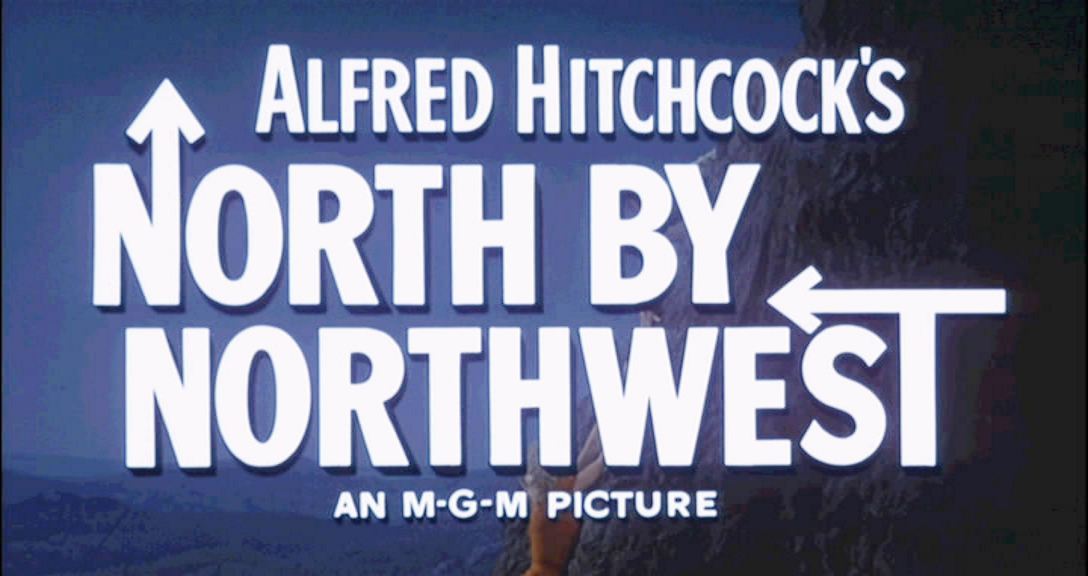
títols de crèdit

Dirigit entre Vertigo i Psicosi, Perseguit per la mort dona penyores als detractors del cineasta que els futurs realitzadors de la Nouvelle Vague intentaran imposar com un mestre i a pensar. Brillant exercici d'estil, confirmació del títol de mestre del suspens, però, decididament, sense missatge.
Com en una novel·la de Joseph Conrad o en una d'Edgar Allan Poe, el sentit s'amaga tanmateix sota l'aparença de la pura diversió. L'èxit i la perennitat de Perseguit per la mort es deuen precisament a aquesta originalitat, font per a uns, pur plaer desinteressat per altres.
- Perseguit per la mort conté algunes escenes d'antologia, destacant aquella on Thornhill (Grant) pensa tenir una cita amb l'agent fantasma Kaplan en el camp. En lloc de la trobada que preveia, es troba perseguit per un petit avió que l'acaba metrallant. La seqüència sencera constitueix un de condensat de l'art i del geni del realitzador.

- Un petit error s'ha esquitllat a la pel·lícula: A l'escena que es desenvolupa al restaurant llindant amb el Mont Rushmore, es pot veure un jove figurant tapar-se les orelles alguns segons abans que soni el tret...

- La casa de Vandamm que es veu al final de la pel·lícula no és una casa de Frank Lloyd Wright. Ha estat concebuda per l'equip de decoradors de la pel·lícula a petició del cineasta. En efecte, des d'una experiència frustrant (havia demanat un 10% del pressupost d'una pel·lícula per dissenyar els projectes arquitecturals), Wright es negava a treballar pel cinema. La casa mai no ha existit, es tracta d'un decorat parcial construïda en el camp prop dels estudis i inserida en mate painting  en els plans de paisatges. Una llegenda fa tanmateix que s'atribueixi aquesta casa a Wright, que tenia 92 anys en el moment del rodatge.

- La seqüència que té per decorat les estàtues esculpides a la muntanya es va considerar filmar-la al Mont Rushmore, a Dakota del Sud. De fet, la major part ha estat rodada a l'estudi i els detalls de les estàtues van ser reconstituïts.

- L'escena final, en la qual els dos herois es troben al tren i consumen el seu amor és una de les més cèlebres del cinema, gràcies a l'últim pla de la pel·lícula que simbolitza l'acte sexual: quan penetra el tren a un llarg túnel a tota velocitat. Segons Bill Krohn, davant la insistència dels productors a posar en boca de Cary Grant / Thornhill una rèplica indicant que s'anava a casar amb Eva Marie Saint (Come on, Mrs Thornhill!), Hitchcock, lleugerament irritat per aquest respecte de les conveniències, va decidir introduir aquest pla simbòlic - l'únic de la seva carrera, segons va reconèixer a François Truffaut.

## Premis i Nominacions

### Nominacions[3]
- Oscar al millor guió original (Ernest Lehman)
- Oscar a la millor direcció artística (William A. Horning, Robert F. Boyle, Merill Pye, Henry Grace, Frank R. McKelvy)
- Oscar al millor muntatge (George Tomasini)